# Bawley

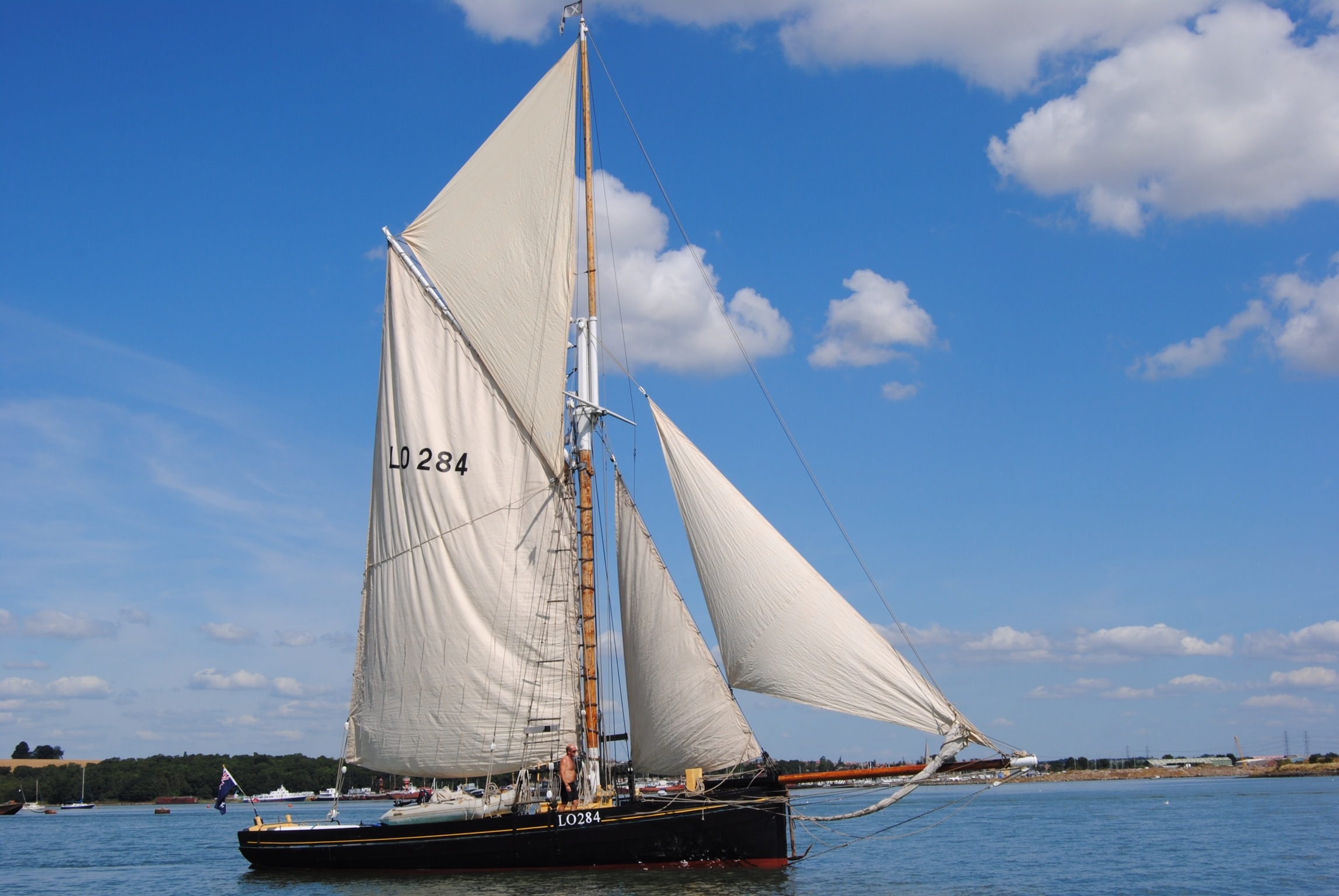
Le bawley Doris construit à Harwich en 1909 avec le gréement en cotre spécifique au bawley : une grand-voile aurique non bômé avec flèche et deux focs.

Un bawley est un type de voilier anglais gréé en cotre, utilisé dans l'estuaire de la Tamise et la Medway pour la pêche à la crevette et le ramassage des huitres du XIXe au XXe siècle. 
Les bawleys ont été équipés de moteurs durant le XXe siècle, les exemplaires restant sont utilisés comme voilier de loisir. 

## Historique et usages
Ce type de bateau s'est propagé sur la côte sud de l'Angleterre de Leith Hill à Harwich via d'autres ports de l'estuaire de la Tamise et la Medway. Sa période d'utilisation s'étend du XIXe siècle au XXe siècle où les voiles ont été remplacées par un moteur. La majorité de ce type de bateau a été construite par Aldous à Brightlingsea, Harwich, Erith, Southend, Leigh et sur la Medway. 
Ce type de navire est utilisé historiquement pour pêche à la crevette et le ramassage des huitres, les exemplaires restants sont utilisés aujourd'hui comme voiliers de loisirs.  

## Description
Ce type de voilier à barre franche mesure environ 12 m de long et  4,5 m de large, avec initialement un bordage à clin qui a évolué en bordage à franc-bord.
La majeure partie du pont est fermée, seules de petites trappes donnent accès à un espace de stockage dans la coque. Si les bawleys étaient initialement munies d'une trappe remplie d'eau qui gardait les prises vivantes et donc fraîches, les bâtiments ultérieurs ont reçu un four, au milieu du navire, pour cuire les crevettes de la Mer du Nord capturées.
Le bowley est gréé en cotre (voilier à un mât et plusieurs focs) : le mât légèrement avancé par rapport au milieu du navire porte une à grand-voile aurique mais avec la particularité de ne pas avoir de bôme. Un flèche complète le gréement sur le haut du mât, ainsi que deux focs amuré sur un beaupré.

## Galerie d'images

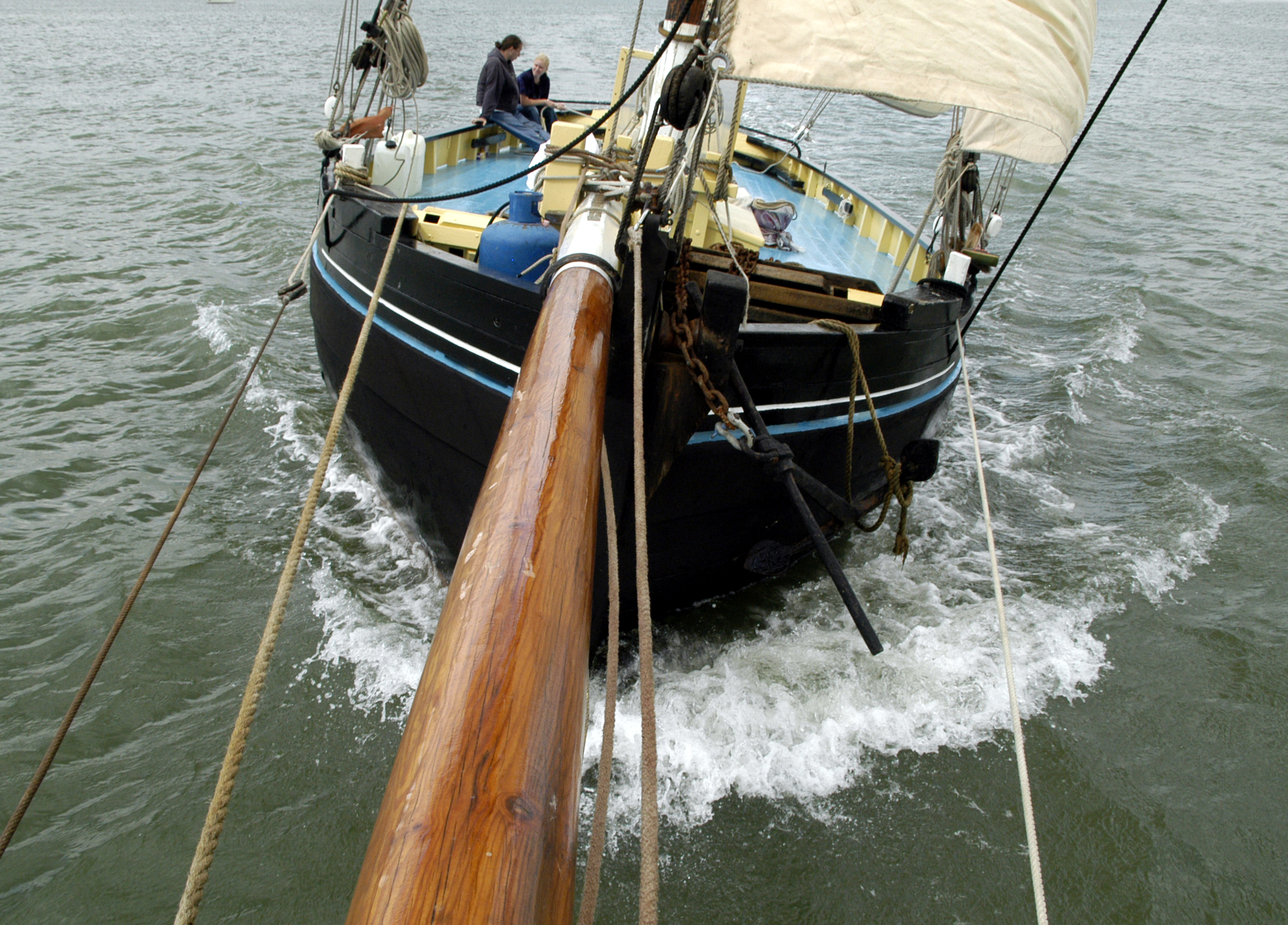
Le bawley Doris vue du beaupré.
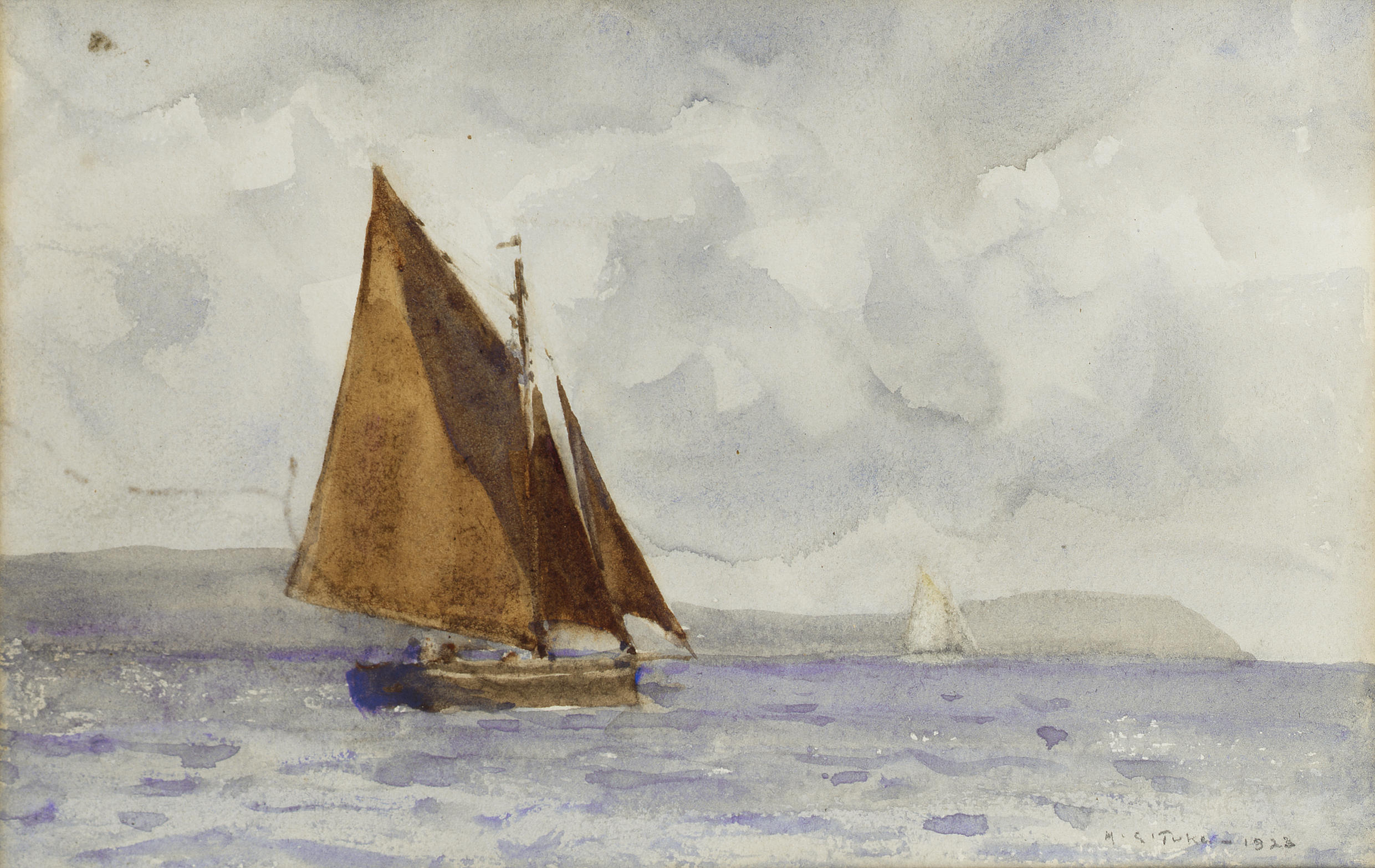
Un bowley sur une toile de Henry Scott Tuke (début XXe siècle).
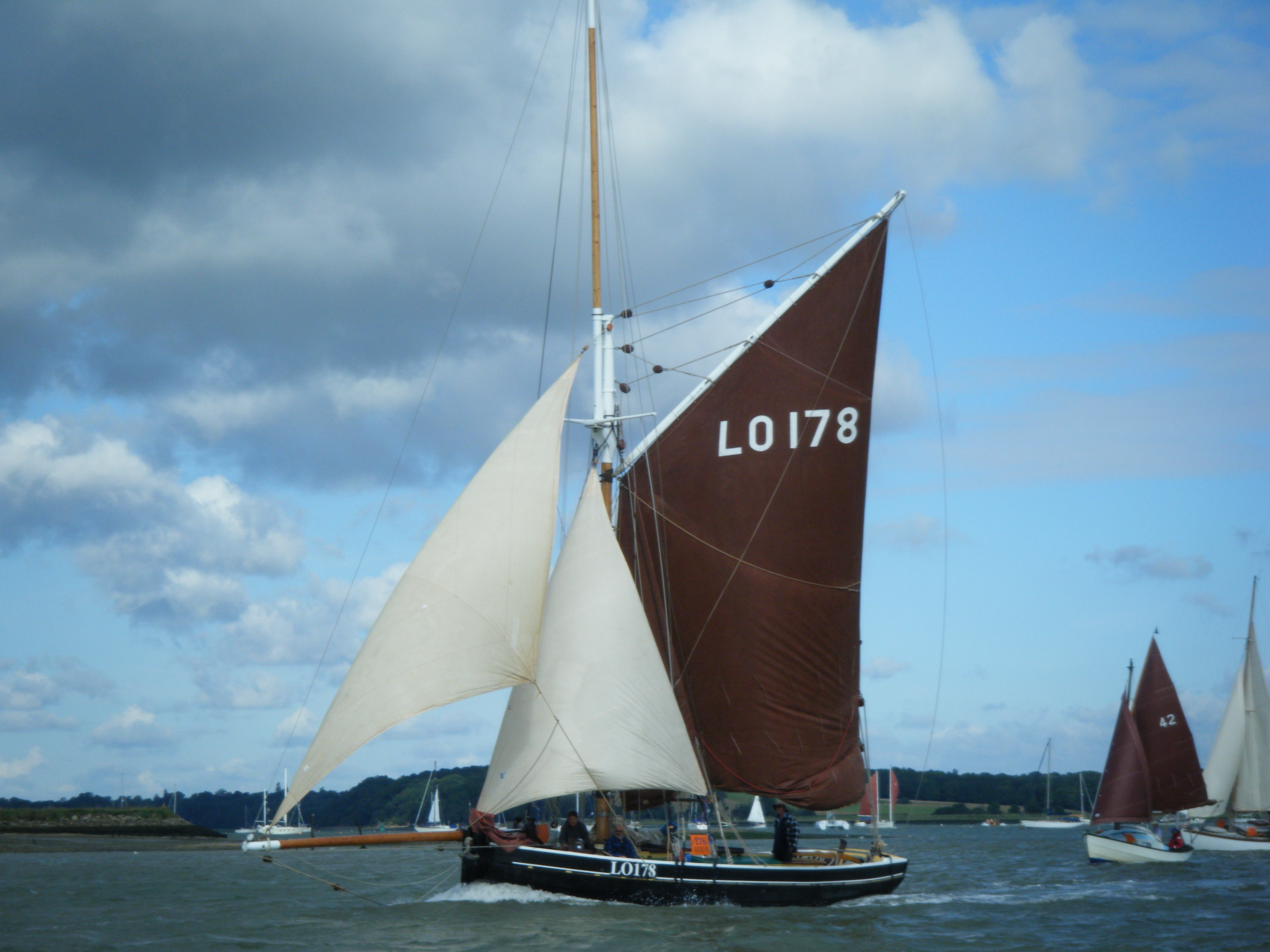
Le Bonalo.
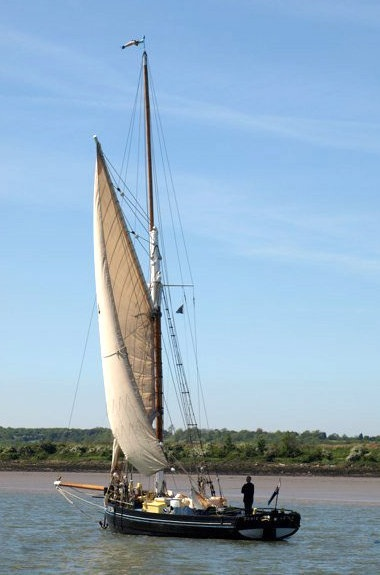
Le Doris par vent arrière.
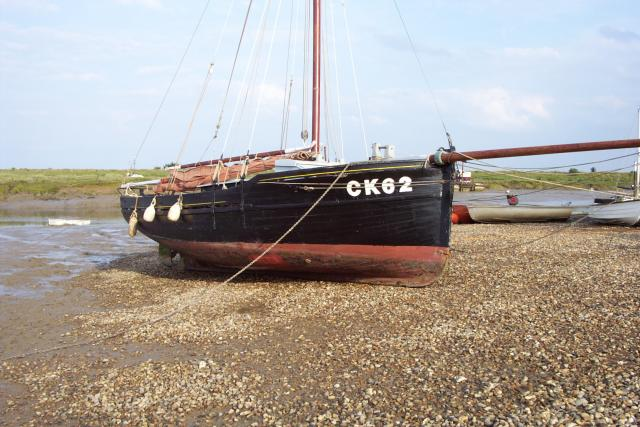
Un bowley échoué.
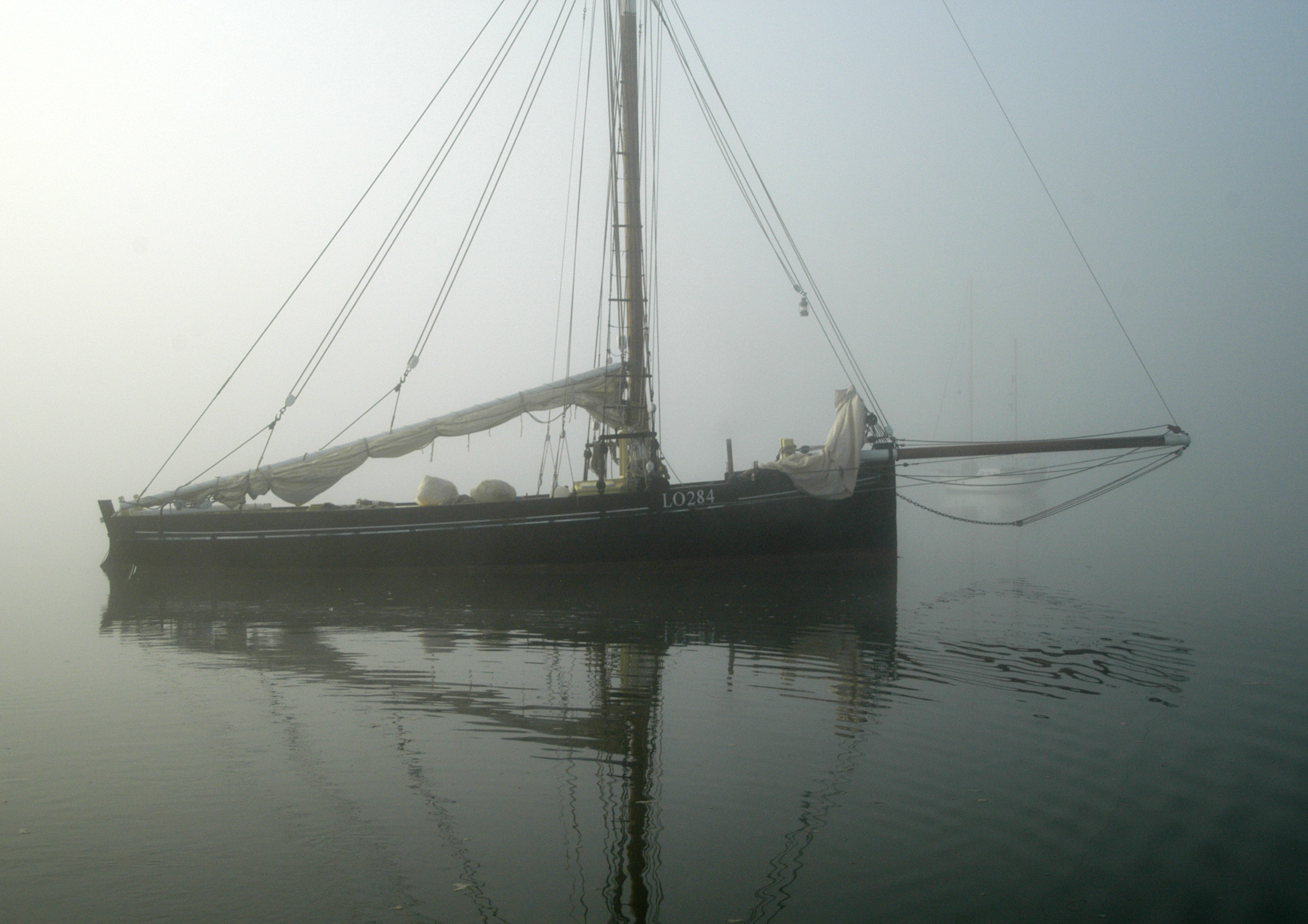
Le Doris à l'ancre.

### Traductions
- (en) Cet article est partiellement ou en totalité issu de l’article de Wikipédia en anglais intitulé « Bawley » (voir la liste des auteurs).
- (de) Cet article est partiellement ou en totalité issu de l’article de Wikipédia en allemand intitulé « Bawley » (voir la liste des auteurs).